# Ectesis
Ekthesis o Ectesi (griego: Ἔκθεσις, "exposición de la fe") es un edicto emitido en el año 638 por el emperador bizantino Heraclio I en un intento infructuoso de poner de acuerdo a las distintas facciones de la iglesia cristiana oriental y católica solucionando los conflictos originados en su mayoría por disputas cristológicas. 
Las disputas religiosas, sin embargo, escondían un descontento de trasfondo político y económico de los territorios periféricos no griegos del imperio en Asia y África que eran de confesión monofisita, frente a las zonas griegas de confesión calcedonia. 

## Contexto histórico

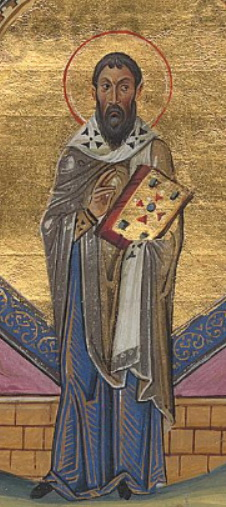
Sofronio de Jerusalén jugó un papel decisivo a la hora de revertir el primer intento del patriarca Sergio de resolver la cuestión monofisita.

Desde que el emperador Constantino I declaró la libertad de culto para los cristianos, se celebraron varios concilios ecuménicos para establecer y asentar la doctrina de la iglesia y condenar las desviaciones heréticas. En vida del emperador Constantino tuvo lugar el Concilio de Nicea I (325), en el que se condenó el arrianismo y se definieron varios dogmas de fe (credo Niceno). Se intentó también dar una solución a los desacuerdos acerca de la Naturaleza del Hijo y su relación con el Padre. La principal cuestión era si el Hijo fue “engendrado” por el Padre desde su propio ser, y, por tanto, no tenía principio, o bien creado posteriormente y de la nada, y, por tanto, tenía un principio. 
El presbítero alejandrino Arrio defendía la segunda opción y está fue la que adoptaron también gran cantidad de pueblos germánicos a los que había convertido el obispo Ulfilas y varios emperadores romanos sucesores de Constantino I, como Constancio II y Valente. 
Aun así, el arrianismo no había perdido apoyo incluso entre los familiares del propio emperador -incluidas su madre y su medio hermana- y entre la gran mayoría de los obispos asiáticos frente a los europeos y africanos.
En el segundo concilio ecuménico o Concilio de Constantinopla I (381) se reafirmó el credo Niceno estableciendo definitivamente el carácter divino del Espíritu Santo y condenando definitivamente el arrianismo.
En los primeros años del s. V, sin embargo, Nestorio, patriarca de Constantinopla, comenzó a difundir la llamada doctrina Nestorianismo. Esta teoría cristológica considera que Cristo está separado en dos naturalezas completas pero separadas, la humana y la divina, ambas son plenas e independientes y están unidas en Cristo. Por lo tanto, el hijo está formado por dos personas y es Dios y hombre al mismo tiempo. 
Frente a dicha teoría Cirilo, patriarca de Alejandría, afirmó que en Jesucristo solo hay una única persona con dos naturalezas, la divina y la humana, sin separación y sin confusión entre ellas. 
La disputa no era exclusivamente una confrontación cristológica, sino que escondía una pugna por la supremacía entre los patriarcados de Constantinopla y Alejandría que dio lugar al Concilio de Éfeso (431) en el que se impuso Cirilo y se condenó el nestorianismo. A raíz de esta condena, el nestorianismo fue perseguido en el imperio romano oriental, pero se difundió por el imperio sasánida, llegando hasta China, Mongolia y partes de la India, subsistiendo hasta la actualidad. 
Sin embargo, una vez muerto Cirilo, se difundió la teoría del monje griego Eutiques, oriundo de Constantinopla. Según su teoría Cristo tiene dos naturalezas, la divina y la humana, pero estaban fundidas en una única naturaleza, predominando la divina sobre la humana. Esta doctrina fue denominada monofisismo. Eutiques era profundamente anti-diofisita, lo que le llevo a acusar a todo aquel sospechoso de nestorianismo. 
El monofisismo fue validado en el segundo Concilio de Éfeso del 449. A su vez, este concilio fue declarado nulo por el papa Leon I que convocó el Concilio de Calcedonia del año 451 en el que también se declaró como herético el monofisismo y se fijó el Credo de Calcedonia, sentando la doctrina aceptada desde entonces por las iglesias católica y ortodoxa. Dicho credo establece que Cristo es una única persona con dos naturalezas, la divina y la humana, unidas sin confusión, sin división y sin separación. Se trataba de un punto medio entre el monofisismo y el nestorianismo asegurando tanto la divinidad, como la humanidad de Cristo. 

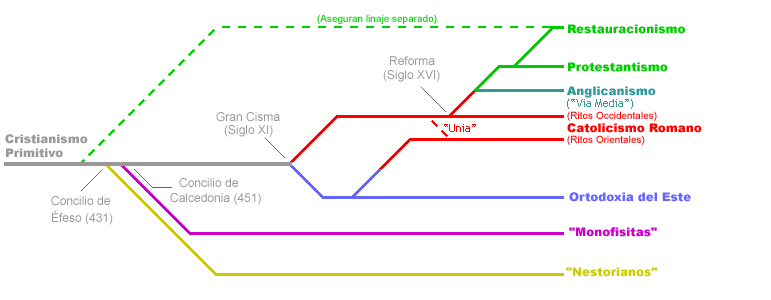
Desarrollo de las distintas doctrinas cristianas

Las iglesias coptas, armenias y siríaca no aceptaron la definición del concilio y desde entonces fueron declaradas como miafisitas o no calcedonias. Se las denominó desde entonces como Iglesias ortodoxas orientales y eran mayoritarias en las regiones periféricas no griegas orientales del imperio: Egipto, Siria y Armenia. 
En este contexto de división religiosa en el 482 el emperador Zenón promulgo el Henotikon que fue un intento de volver a una situación anterior al concilio de Calcedonia, pero no prosperó. 
Hubo emperadores monofisitas, como Anastasio que practicó una política religiosa tolerante, pero a principios del siglo VII la corte y jerarquía religiosa de Constantinopla eran firmemente calcedonios. En la propia capital el público asistente al hipódromo estaba dividido por colores que reflejaban su adhesión al credo monofisita o calcedonio y se produjeron frecuentes revueltas, como la que aplacó el propio Anastasio o la gran revuelta Niká, reprimida por el general Belisario por orden de Justiniano I en 532. Sin embargo, esto los puso en desacuerdo con la mayoría de los no calcedonios en Egipto, Siria, Mesopotamia y Armenia . Una división de ese tipo era peligrosa en un imperio que estaba amenazado por los sasánidas persas, especialmente porque los no calcedonios consideraban que sus hermanos cismáticos eran una amenaza mayor que cualquier invasor extranjero. Por consiguiente, los emperadores de Constantinopla buscaban siempre algún método de acercamiento para sanar la brecha en la iglesia y así evitar que los enemigos del imperio se aprovecharan de las divisiones internas. 

### Situación del imperio en tiempos del emperador Heraclio

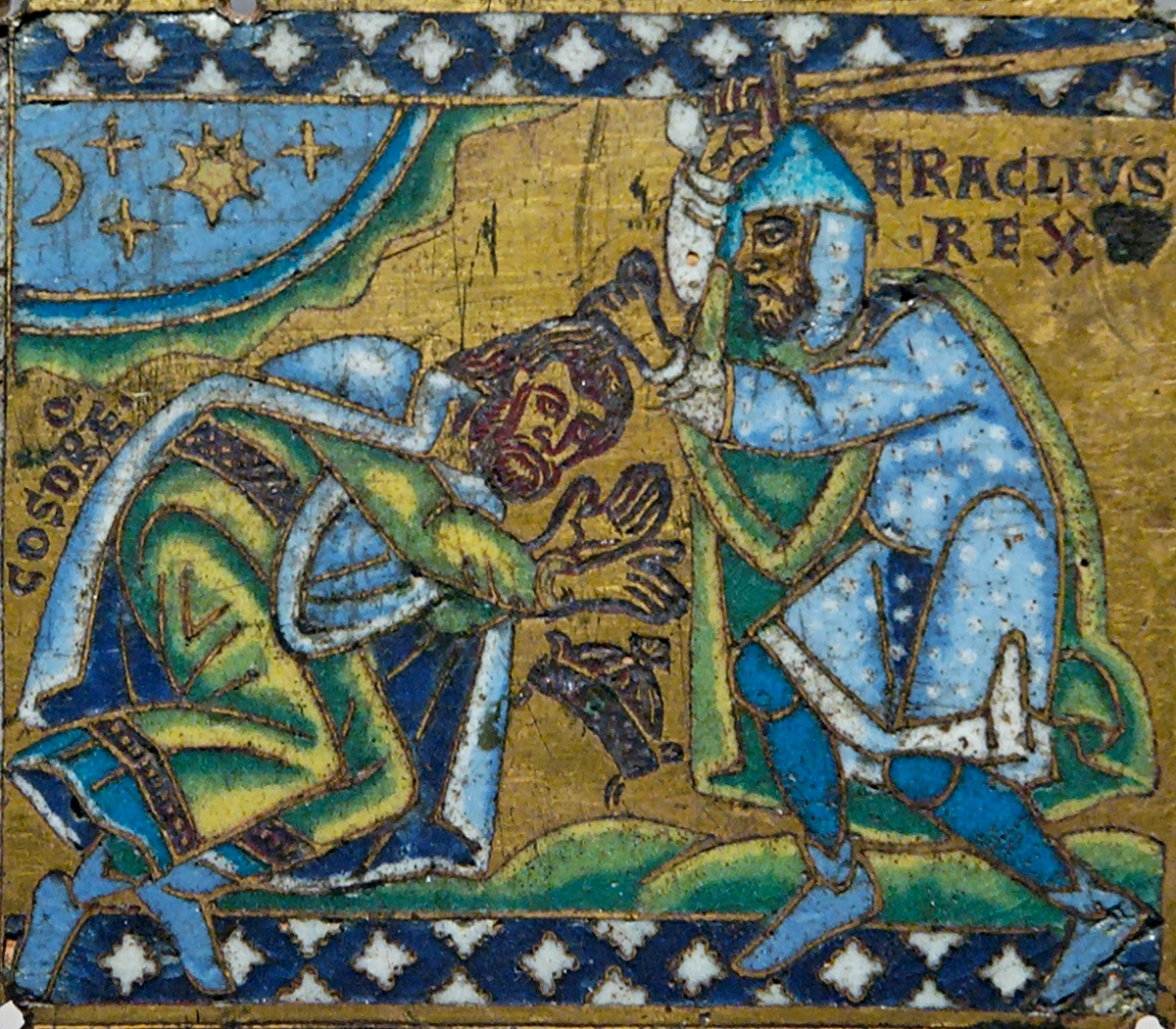
Heraclio I sometiendo a Cosroes II

El usurpador Focas (602-610) llevo al imperio casi hasta su destrucción. Heraclio depuso a Focas, dejó la capital asediada en manos del fiel patriarca Sergio y en varias campañas espectaculares recuperó los territorios perdidos frente a los persas sasánidas. En la batalla de Nínive (627) aplastó a los sasánidas. La paz se firmaría en 628. En posteriores campañas estabilizó el frente danubiano tras vencer a ávaros, gépidos, eslavos y búlgaros. Pero un nuevo enemigo surgió de la península arábiga , los musulmanes, que destruyeron el debilitado imperio sasánida y conquistaron, tras la batalla de Yarmuk (636), Siria y Palestina y comenzaron a realizar incursiones en Egipto. 
En vista de la delicada situación militar, Heraclio junto con el patriarca Sergio intentó encontrar un terreno común entre los calcedonios y los no calcedonios al emitir la doctrina de la energía única de Cristo (monoenergismo), según la cual Cristo tenía dos naturalezas, la divina y la humana, pero una única energía divina que guía sus acciones y ninguna humana (“ἓν θέλημα καὶ μία ἐνέργεια/ hèn thélema kaì mía enérgeia” o “una voluntad y una acción”). Desde el principio Heraclio la apoyo con entusiasmo, proponiéndola en fecha tan temprana como 622 a un obispo armenio
En un comienzo tuvo cierta aceptación. Ciro, obispo de Fasis, aceptó la doctrina monoenergética después de que Sergio le asegurará que el papa Honorio I la apoyaría y fue nombrado patriarca y prefecto de Alejandría para ayudar a imponerla en Egipto. Se expulsó al patriarca copto anti-calcedonio, Benjamín I, y en dos años consiguió muchas adhesiones. 
El papa Honorio I dio su aprobación por escrito, aunque está claro que consideraba que se trataba de un problema de terminología, no de teología. Sin embargo, esta posición de compromiso fue firmemente opuesta por el patriarca de Jerusalén, Sofronio, y la doctrina fue repudiada en el sínodo de Chipre (634). 
Después del rechazo a la doctrina monoenergética , Heraclio y Sergio idearon la doctrina monotelista que admitía dos naturalezas en Cristo, la divina y la humana, pero una única voluntad o Thelos, que las guía. Se adhirieron la mayoría de los obispos orientales: Arcadio II, el arzobispo de Chipre, la iglesia armenia, la antioquena, la alejandrina con la única excepción, de nuevo, de Sofronio.

## Proclamación de la Ecthesis
El emperador bizantino Heraclio I emitió la Ekthesis (del griego ἔκθεσις, que significa "exposición" o "declaración") que fue una proclamación imperial en el año 638.d. C. Esto aconteció en un momento de creciente tensión dentro del Imperio Bizantino, ya que existía una fuerte división entre los grupos cristianos respecto a la naturaleza de Cristo. Esta controversia gira en torno a una cuestión central en la cristología de la época, aquella parte de la teología cristiana que dedica su estudio al papel central que desempeña Jesús de Nazaret, en tanto designado con el título de «Cristo» o «Mesías», que significa "ungido". Cristo era divino, humano o una combinación de ambos.  
A raíz del Concilio de Calcedonia (451), la Iglesia bizantina había adoptado la doctrina que afirmaba que Cristo era "verdadero Dios y verdadero hombre", pero sin embargo numerosas muchas comunidades mantenían puntos de vista distintos. Dentro de ellas, requiere una especial mención el monofisismo, que sostenía que Cristo tenía una sola naturaleza divina. 
Dichas medidas tuvieron importantes consecuencias en el contexto religioso y político del Imperio Bizantino. Para resolver este conflicto, Heraclio I promulgó la Ekthesis mediante la que se establecía que Cristo tenía una sola voluntad divina con el fin de reconciliar las diferentes facciones. Buscaba un punto medio entre los monofisitas y los calcedonios, pero su formulación no logró resolver completamente las tensiones teológicas.

Texto de la Ecthesis

Creemos en el Padre y el Hijo y el Espíritu Santo, Trinidad consustancial, una sola Deidad o naturaleza y esencia y poder y autoridad, en tres hipóstasis o personas, que revelan la particularidad de cada hipóstasis, unidad en la trinidad y trinidad en la unidad, según el principio de la esencia o Deidad, una trinidad según las hipóstasis o personas. Porque ni al pensar en la unidad según la esencia abandonamos las diferencias de las personas, ni al creer en una trinidad de personas negamos la única Deidad. El Padre es un solo Dios, el Hijo es un solo Dios, el Espíritu Santo es un solo Dios, los tres son un solo Dios en la misma (1 Cor. 8: 6) e inalterable [manera] de la Deidad, porque la diferencia en las personas no introduce una división de la Deidad o esencia. Por lo tanto, sostenemos una sola Deidad, al tiempo que guardamos las particularidades sin confusión. Ni juntamos a los tres en una sola persona con tres nombres, como Sabelio, ni dividimos la única Divinidad en tres esencias, ni separamos al Hijo o al Espíritu Santo de la esencia del Padre, como en la locura de Arrio. «Pues la Divinidad es una en tres», como dice Gregorio, el gran teólogo, «y los tres son uno, aquellos en los que está la Divinidad, o, para decirlo con más verdad, los que son la Divinidad». Confesamos que uno de la santa Trinidad,63 el Hijo unigénito de Dios, Dios Verbo, engendrado del Padre antes de todos los siglos, luz de luz, esplendor de gloria, sello de la hipóstasis del Padre (Heb. 1: 3), por quien todas las cosas llegaron a existir (Jn. 1: 3); quien en los últimos días (Heb. 1: 2) por nosotros y por nuestra salvación descendió del cielo, se dignó morar en el seno inmaculado de la Santísima Theotokos y siempre Virgen María, y de su carne unida hipostáticamente a sí, que poseía tanto un alma racional como intelectual; nació de ella, siendo el mismo Dios siempre perfecto y un ser humano perfecto, sin confusión ni división, consustancial con Dios Padre según la Deidad, y el mismo consustancial con nosotros según la humanidad, más aún, en todo semejante a nosotros, excepto en el pecado (Heb. 4: 15).
Por eso confesamos también dos nacimientos del mismo Dios Verbo unigénito: uno antes de los siglos, del Padre, sin tiempo y sin cuerpo, y el otro, en los últimos días (Heb 1, 2), de la santa e inmaculada Theotokos y siempre virgen María, con la carne llena de alma intelectual. Por eso proclamamos que la santa y digna de alabanza, la Virgen María, es propiamente y en verdad Theotokos, no porque Dios Verbo haya tomado de ella el principio de su existencia, sino que en los últimos días (Heb 1, 2) se encarnó de ella sin cambio y se hizo hombre, y aceptó voluntariamente el sufrimiento de la carne por nosotros.
Glorificamos a Cristo como una composición, siguiendo la enseñanza de los santos Padres. En efecto, en el misterio de Cristo, la unión según la composición disipa tanto la confusión como la división y conserva la particularidad de cada naturaleza, al tiempo que demuestra la única hipóstasis y la única persona de Dios Palabra, incluso con su carne animada intelectualmente. No introducimos una cuaternidad en lugar de la Santísima Trinidad —¡Dios nos libre!—, pues la Santísima Trinidad tampoco admitió la adición de una cuarta persona, ni siquiera cuando Dios Palabra, uno de la Trinidad, se hizo carne. Ni fue el caso de que el que hizo milagros como Dios fuera uno, y el que sufrió fuera otro además de él, sino que confesamos a un solo y mismo Hijo, a la vez Dios y ser humano, una hipóstasis, una persona, pasible en la carne, impasible en la divinidad y perfecto en divinidad y lo mismo perfecto en humanidad, y tanto los milagros como los sufrimientos que sufrió voluntariamente en su carne. Por tanto, confesamos que existe un solo Cristo, de dos naturalezas, un solo Hijo, un solo Señor, una sola persona, una sola hipóstasis compuesta y una sola naturaleza de Dios Verbo, encarnado en la carne, dotado de alma intelectual, como pensaba y enseñaba el inspirado Cirilo. Y, glorificando al mismo Uno, que existe en dos naturalezas, confesamos que nuestro único Señor Jesucristo se revela como verdadero Dios en divinidad y humanidad, significando con esto puramente la diferencia de naturalezas, de donde se realizó la unión inefable sin confusión. Porque ni la divinidad pasó a la carne, ni la carne se transformó en la divinidad, sino que cada una permaneció en su particularidad según su naturaleza, incluso después de la unión hipostática.
Así pues, conocemos a un solo Hijo, nuestro Señor Jesucristo, de un Padre sin principio y de una Madre inmaculada, el mismo antes de los siglos y en los últimos días (Heb. 1:2), impasible y pasible, visible e invisible; y proclamamos los milagros y los sufrimientos de uno y el mismo; y atribuimos a un solo y el mismo Dios, el Verbo encarnado, toda una actividad divina y humana; y le ofrecemos el mismo culto, en que voluntariamente y verdaderamente fue crucificado por nosotros en la carne y resucitó de entre los muertos y ascendió al cielo; y está sentado a la diestra del Padre, y de nuevo ha de venir a juzgar a vivos y muertos? De ninguna manera convenimos en que alguien hable o enseñe una o dos operaciones sobre la divina encarnación del Señor, sino más bien, tal como lo transmitieron los santos y ecuménicos Concilios, debe confesar que uno y el mismo Hijo Unigénito, nuestro Señor Jesucristo, Dios verdadero, realizó operaciones tanto divinas como humanas, y que toda operación conveniente a Dios y conveniente al ser humano procedió sin división ni confusión del mismo Dios, el Verbo encarnado, y se refiere a uno y al mismo.
La expresión "la única operación", aunque fue pronunciada por algunos de los Padres, sin embargo, aleja y confunde a algunos que la escuchan, que suponen que conducirá a la destrucción de las dos naturalezas que estaban hipostáticamente unidas en Cristo nuestro Dios. De modo semejante, la expresión «las dos actividades» escandaliza a muchos, porque no fue pronunciada por ninguno de los santos y selectos líderes espirituales de la Iglesia, y ciertamente seguirla es sostener también dos voluntades en desacuerdo entre sí, de modo que, mientras Dios Verbo quiso cumplir el sufrimiento salvífico, su humanidad se le resistió y se le opuso con su propia voluntad, y como resultado se introducen dos personas con voluntades contrarias, lo cual es impío y extraño a la doctrina cristiana. Pues si incluso el abominable Nestorio, al dividir la divina encarnación del Señor e introducir dos hijos, no se atrevió a hablar de dos voluntades, sino que, por el contrario, glorificó una identidad de voluntades en las dos personas que había fabricado, ¿Cómo es posible que quienes confiesan la fe correcta y glorifican a un solo Hijo, nuestro Señor Jesucristo, Dios verdadero, también acepten estas dos voluntades contrarias en él? Por eso, siguiendo en todo y en esto también a los santos Padres, confesamos una sola voluntad de nuestro Señor Jesucristo, Dios verdadero, de modo que en ningún momento su carne racionalmente animada realizó separadamente y por iniciativa propia su movimiento natural de una manera contraria al mandato de Dios Palabra, hipostáticamente unido a ella, sino que Dios Palabra misma lo decidió en el momento y según la naturaleza y la extensión del movimiento.
Estas piadosas enseñanzas nos las transmitieron los que desde el principio fueron testigos oculares y ministros de la palabra (Lc 1, 2-3), así como sus discípulos y sucesores, los maestros inspirados de la iglesia en sucesión, los cinco santos y ecuménicos sínodos de los benditos y portadores de Dios Padres, es decir, los de Nicea, y los de esta ciudad imperial, y los de Éfeso y los de Calcedonia, y los que se reunieron de nuevo en Constantinopla en el quinto sínodo. Siguiendo en todo a estos sínodos y abrazando sus enseñanzas divinas, aceptamos a todos aquellos que ellos aceptaron, y rechazamos y anatematizamos a aquellos que ellos rechazaron, en particular a Navato, Sabelio, Arrio, Eunomio, Macedonio, Apolinar, Orígenes, tanto Evagrio como Dídimo, Teodoro de Mopsuestia, Nestorio, Eutiques, Dióscoro y Severo, los escritos impíos de Teodoreto contra la fe correcta y contra el primer santo sínodo de Éfeso y contra los Doce Capítulos de Cirilo ahora entre los santos, y todo lo que fue escrito por Teodoro y Nestorio, y la llamada Carta de Ibas. Instamos a todos los cristianos a pensar y creer así, sin añadir nada a ellos, sin quitar nada de ellos, ni, según lo escrito, cambiar los antiguos puntos de referencia (Prov. 22: 28) que los inspirados maestros espirituales de la iglesia fijaron para la salvación de todos. La Firma

Yo, Heraclio, emperador fiel a Jesucristo Dios, he puesto mi firma.

## Comparativa de las distintas herejías
|                                   | Nestorianismo                                                                                     | Monofisismo | Monotelismo                                                                                   |
| Origen                            | Surgió a inicios del siglo V; asociado con Nestorio, Patriarca de Constantinopla.                 | Surgió tras el Concilio de Éfeso (431) y se consolidó tras el Concilio de Calcedonia (451).                                           | Surgió en el siglo VII como intento de reconciliar monofisismo y calcedonismo.                |
| Doctrina principal                | Cristo tiene dos naturalezas (humana y divina) que están separadas, con énfasis en la distinción. | Cristo tiene una sola naturaleza (divina o una mezcla inseparable de lo divino y humano).                                             | Cristo tiene dos naturalezas, pero una sola voluntad (la divina).                             |
| Visión de la naturaleza de Cristo | Dos naturalezas ("dyo") completamente separadas y coexistentes en la misma persona.               | Una sola naturaleza ("mono"), ya sea divina o una combinación. La naturaleza humana se "absorbe" en la divina.                        | Dos naturalezas pero una única voluntad que guía sus acciones.                                |
| Rechazo por la Iglesia            | Declarado herético en el Concilio de Éfeso (431).                                                 | Declarado herético en el Concilio de Calcedonia (451).                                                                                | Declarado herético en el Tercer Concilio de Constantinopla (680-681).                         |
| Representantes destacados         | Nestorio, Patriarca de Constantinopla.                                                            | Eutiques, líder de la escuela monofisita.                                                                                             | Patriarcas monotelitas como Sergio I de Constantinopla.                                       |
| Oposición teológica               | Se opone al concepto de "unión hipostática" del Concilio de Éfeso.                                | Se opone al dyo-fisismo (dos naturalezas) del Concilio de Calcedonia.                                                                 | Se opone a la doctrina del dyo-telismo (dos voluntades) definida en Constantinopla III.       |
| Estado actual                     | Prácticamente inexistente, aunque algunas ideas persisten en ciertos debates históricos.          | Algunas Iglesias orientales como la copta, siríaca y armenia son consideradas monofisitas (aunque prefieren el término "miafisitas"). | Extinto como doctrina formal, aunque inspiró debates posteriores sobre la voluntad en Cristo. |

## Consecuencias
La reacción a su proclamación no consiguió lo esperado, sino que acrecentó el aumento de la división religiosa, especialmente con los monofisitas, que no aceptaron la solución propuesta. Los monofisitas rechazaron la doctrina de la Ekthesis, considerando que aún no se resolvía adecuadamente la cuestión de la naturaleza de Cristo, resultando su creciente cohesión como una facción separatista dentro del Imperio.
Otra de las consecuencias fue el fortalecimiento del cristianismo monofisita en las regiones de Siria, Egipto y Armenia, donde ya el monofisismo estaba profundamente arraigado, y la Ekthesis reforzó la percepción de que el emperador bizantino no estaba dispuesto a adoptar un enfoque inclusivo para todas las corrientes del cristianismo.  
También produjo una reacción de los distintos papas, y la iglesia latina la vio con  escepticismo, dando como resultado a que la iglesia occidental no aceptó la doctrina de la única voluntad de Cristo de manera oficial. Aumentaron las tensiones entre Roma y Constantinopla, donde ya existían disputas sobre la supremacía papal y las diferencias litúrgicas y doctrinales.
Otra de las consecuencias de estas tensiones religiosas, fue el debilitamiento de la cohesión interna del Imperio contribuyendo a una mayor inestabilidad.
Heraclio I, fue el precursor de la crisis del cisma monofisita ya que la Ekthesis no resolvió los problemas teológicos subyacentes. Este cisma continuó durante el reinado de sus sucesores, especialmente con los intentos de Constante II de imponer el monotelismo (una variante de la idea de una sola voluntad) a las iglesias orientales, dando lugar a más divisiones y conflictos.